# David Adeang
David Ranibok Waiau Adeang (* 24. listopad 1969) je nauruský politik, který v současné době zastává funkci prezidenta Republiky Nauru. Dříve zastával post předsedy parlamentu Nauru a byl také ministrem financí a spravedlnosti, a zároveň ministr, který asistoval prezidentovi Nauru.

## Nástup do funkce
Dne 25. října 2023 parlament podstoupil hlasování o nedůvěře prezidentu Russu Kunovi. Po tomto hlasování se parlamentu nepodařilo rozhodnout o novém prezidentovi kvůli nerozhodnému výsledku. 30. října téhož roku proběhlo další hlasování o prezidentovi, kde remíza mezi poslancem Delvinem Thomou a Adeangem nedopadla rozhodně. V následujícím hlasování Adeang zvítězil s deseti hlasy proti osmi Thomovým hlasům.
Adeang složil prezidentskou přísahu 31. října a ještě téhož dne oznámil složení svého kabinetu.